# Cacheiras (La Coruña)
Cacheiras (llamada oficialmente San Simón de Ons de Cacheiras) es una parroquia y una aldea española del municipio de Teo, en la provincia de La Coruña, Galicia.

## Historia
Es en Cacheiras donde en la rebelión de 1846 sucedió el encontronazo entre los liberales gallegos al mando de Solís y el ejército enviado desde Madrid. 

## Entidades de población
Entidades de población que forman parte de la parroquia:
- As Laxes
- Barcia (A Barcia)
- Cacheiras
- Catro Camiños
- Cobas (Covas)
- Constenla (Costenla)
- Cruces (As Cruces)
- Devesa (A Devesa)
- Feros
- Guldrís
- La Iglesia (A Igrexa)
- Lamas
- Monte
- Montouto
- Noenlles
- Pedrouso
- Penelas
- Póboa (A Póboa)
- Procelas
- Raxó
- Requián
- Ribeira (A Ribeira)
- San Sadurniño
- Sebe (Osebe)
- Sisto (O Sisto)
- Torre (A Torre)
- Tras do Exo (Tras do Eixo)
- Vilar

## Demografía

### Parroquia
| Gráfica de evolución demográfica de Cacheiras (parroquia) entre 2000 y 2019 |
|                                                                             |
| Datos según el nomenclátor publicado por el INE.                            |

### Aldea
| Gráfica de evolución demográfica de Cacheiras (aldea) entre 2000 y 2019 |
|                                                                         |
| Datos según el nomenclátor publicado por el INE.                        |